# Country Homes (Washington)
Country Homes es un lugar designado por el censo ubicado en el condado de Spokane en el estado estadounidense de Washington. En el año 2000 tenía una población de 5.203 habitantes y una densidad poblacional de 1.184,0 personas por km².

## Geografía
Country Homes se encuentra ubicado en las coordenadas 47°44′44″N 117°25′3″O / 47.74556, -117.41750.

## Demografía
Según la Oficina del Censo en 2000 los ingresos medios por hogar en la localidad eran de $36.630, y los ingresos medios por familia eran $45.000. Los hombres tenían unos ingresos medios de $37.583 frente a los $23.550 para las mujeres. La renta per cápita para la localidad era de $18.514. Alrededor del 11,0% de la población estaban por debajo del umbral de pobreza.